# 普氏鮋
普氏鮋，為輻鰭魚綱鮋形目鮋亞目鮋科的其中一種，為亞熱帶海水魚，分布於西大西洋美國麻州至百慕達群島、墨西哥灣北部及巴西，東大西洋聖赫勒拿島及亞森松島海域，棲息深度1-60公尺，體長可達45公分，棲息在水淺的珊瑚礁、岩礁區底層水域，以甲殼類、魚類為食，生活習性不明，可做為食用魚及觀賞魚，具有毒性。